# Janowiec ciernisty
Janowiec ciernisty (Genista germanica L.) – gatunek rośliny z rodziny bobowatych (Fabaceae). Występuje w Europie Środkowej do wysokości 800 m n.p.m. W Polsce rozpowszechniony na ziemi lubuskiej, Dolnym i Górnym Śląsku, w Małopolsce, Lubelszczyźnie i Mazowszu. Brak go lub jest bardzo rzadki w Polsce północnej, w Wielkopolsce, w niższych położeniach Sudetów i Karpat. Przez Polskę przechodzi północna granica zasięgu.

## Morfologia

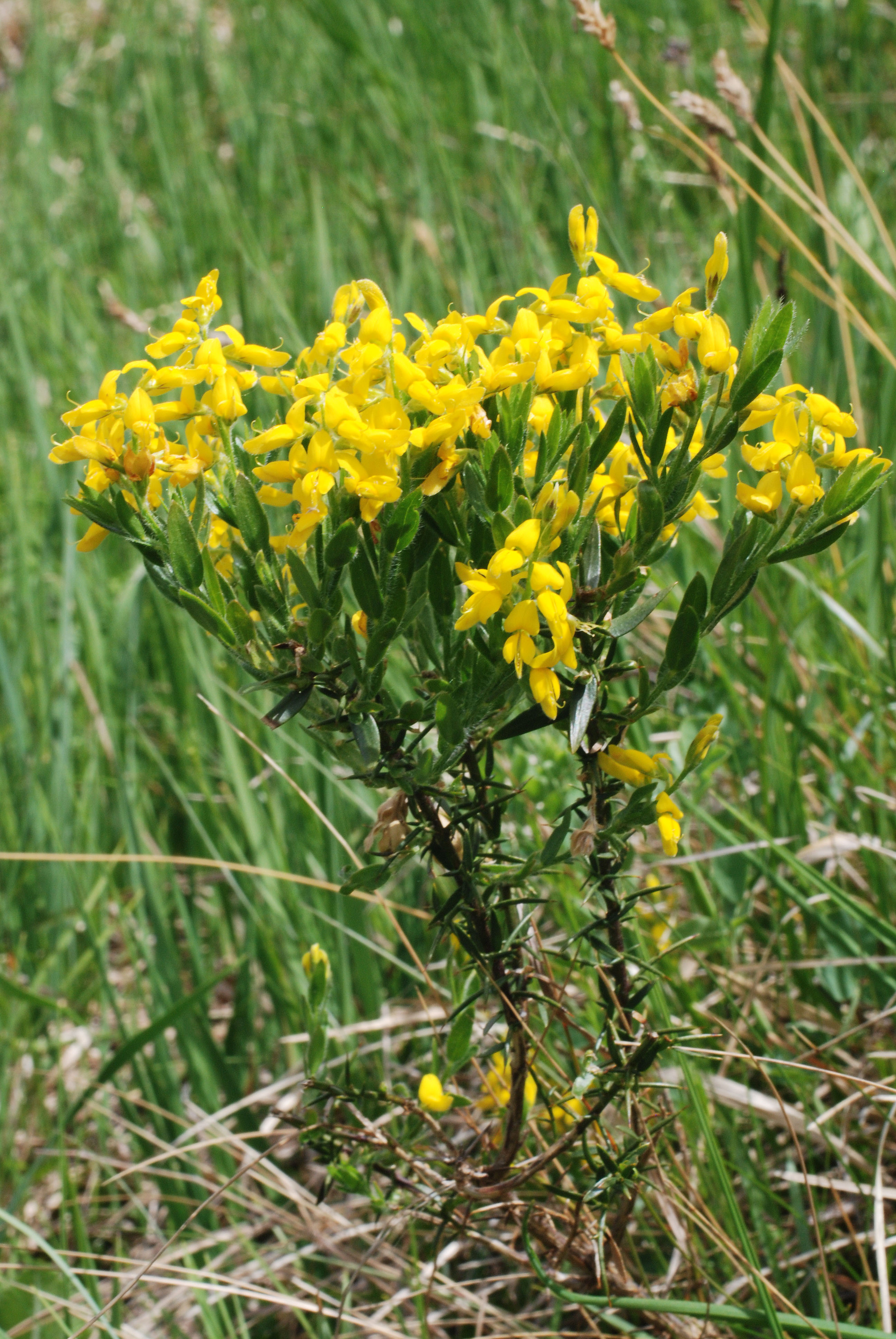
Pokrój

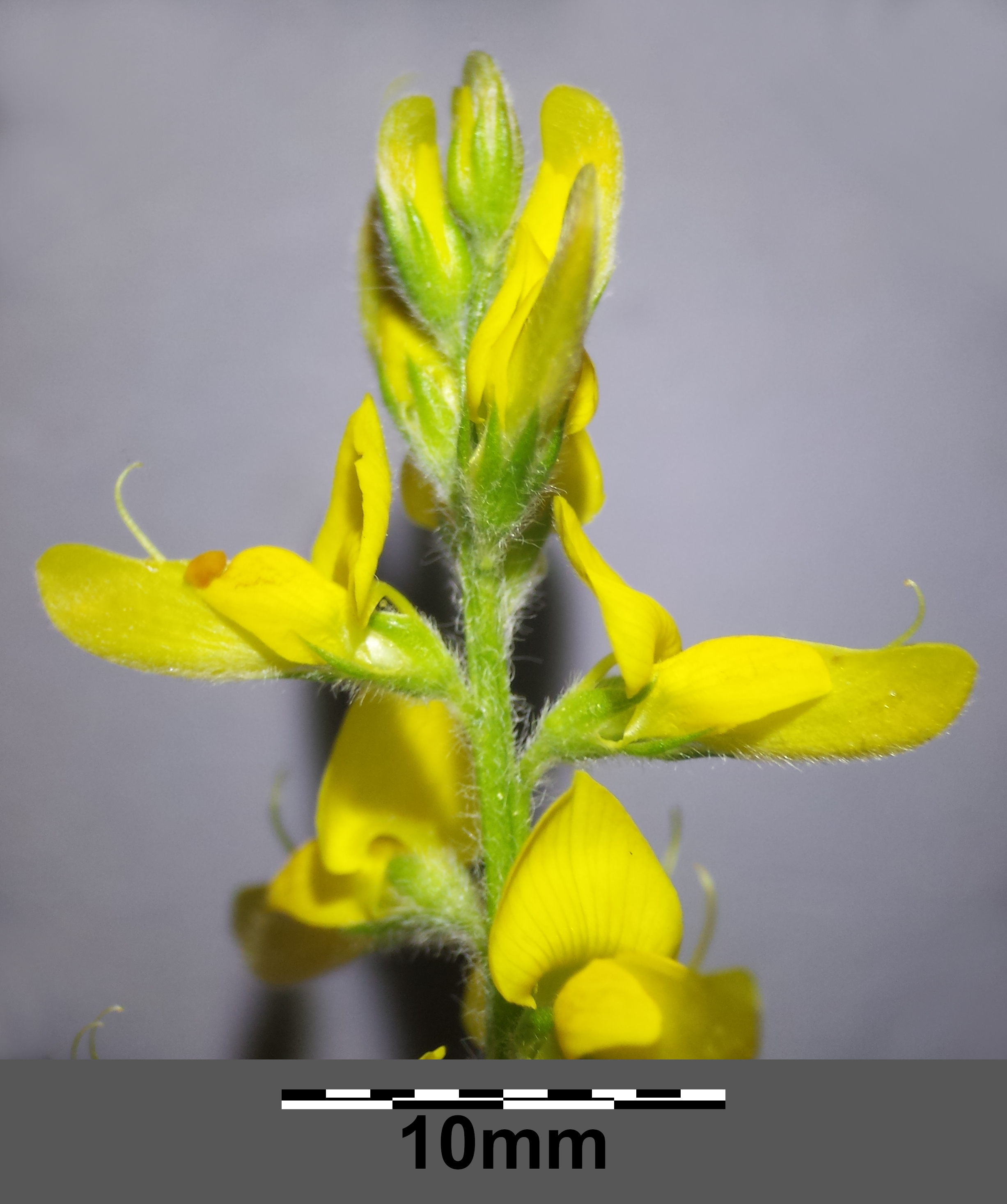
Kwiatostan

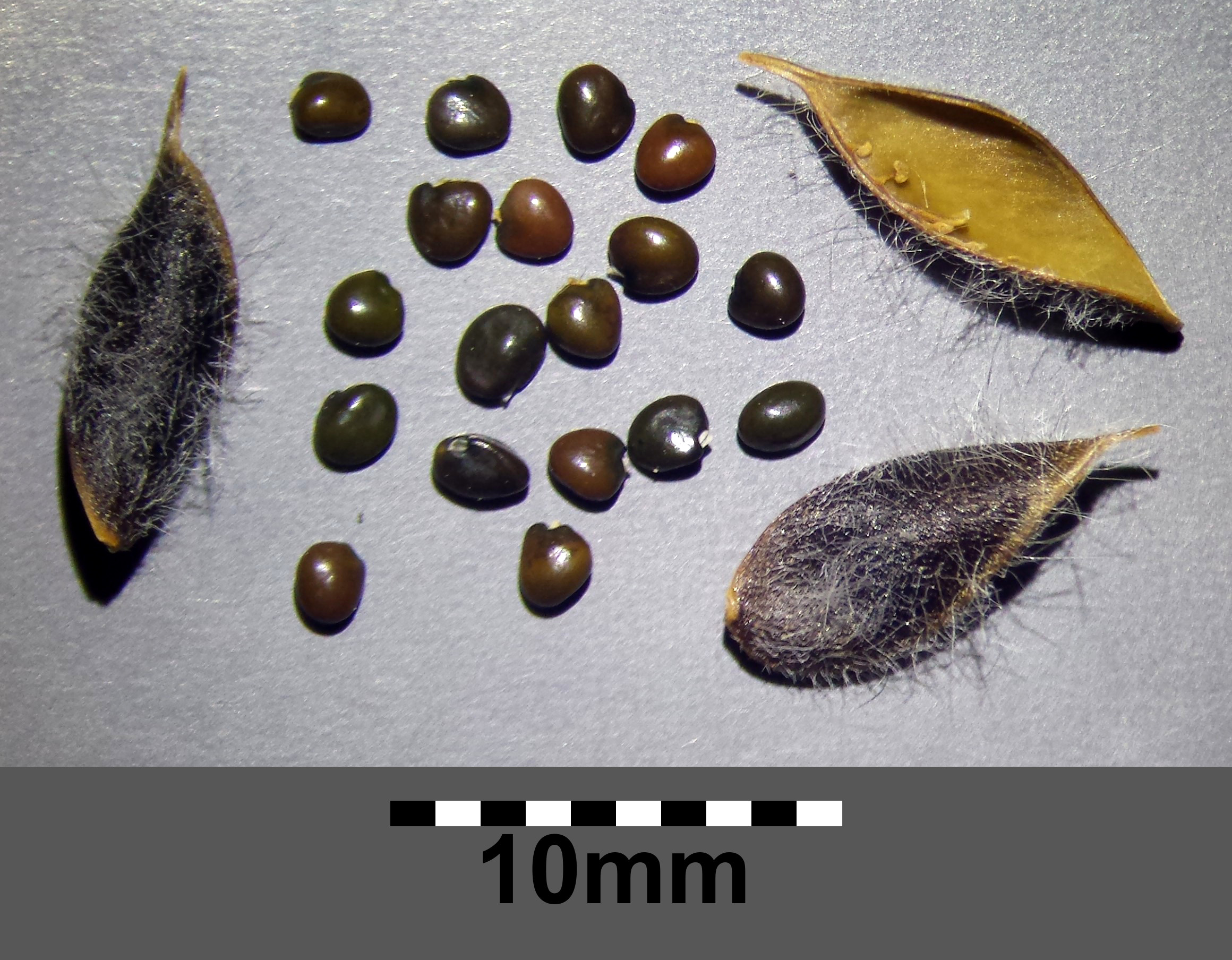
Owoc i nasiona

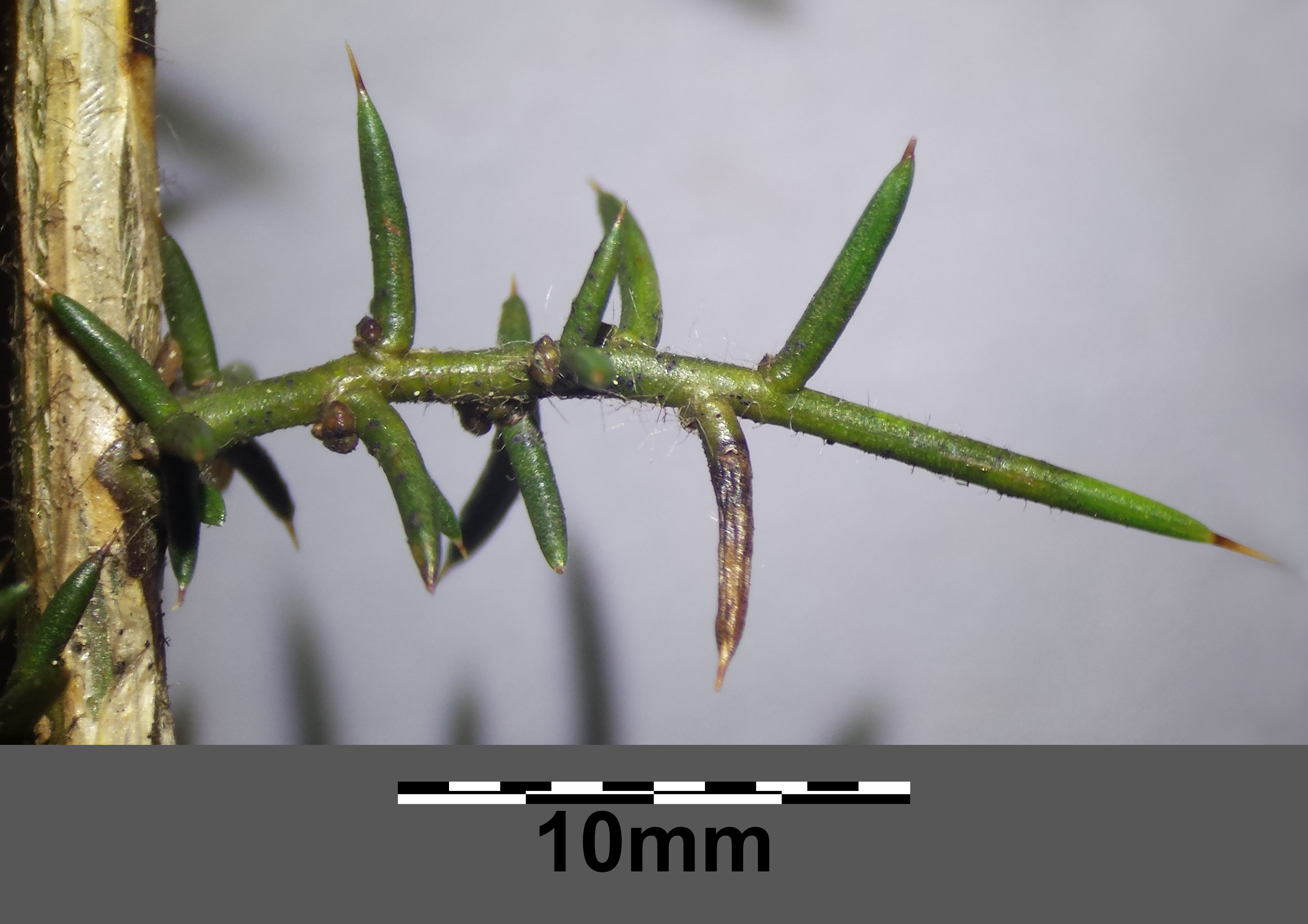
Cierń

PokrójKrzew dorastający do 60 cm wysokości.
ŁodygaGałęzista, za młodu zielona i gęsto owłosiona, później brązowa z cierniami, w dole bez liści i gron kwiatowych.
LiścieUlistnienie skrętoległe, liście całobrzegie, siedzące, eliptyczne długości 1–2 cm i szerokości do 0,8 cm, jasnozielone, na brzegu i od spodu owłosione. Słabo zaznaczone nerwy boczne. Bez przylistków.
CiernieWyrastające z kątów liści, zielone, sterczące do 2,5 cm długości.
KwiatyZebrane w grona do 5 cm długości. Szypułki kwiatowe 2 razy dłuższe od przysadek, żółte i złocistożółte. Kielich 2-wargowy, warga górna podzielona od nasady; pręciki wszystkie (10) zrośnięte ze sobą; łódeczka tępa, owłosiona, półtora razy dłuższa od żagielka.
OwoceCzarnobrązowe, owłosione strąki do 1 cm długości. Nasiona ciemnobrunatne, spłaszczone, błyszczące po 2-5 w strąku.

## Biologia i ekologia
- Niewielki krzew, chamefit, nanofanerofit. Kwitnienie przypada na okres od maja do czerwca. Kwiaty zapylane są przez pszczoły i motyle. Owocuje od maja do lipca.
- Siedlisko: występuje w świetlistych lasach zwłaszcza sosnowych i dębowych, słonecznych wzgórzach, wrzosowiskach skałach i przy drogach. Wymaga gleb nasłonecznionych, ubogich w wapń i składniki pokarmowe.
- Gatunek charakterystyczny dla związku (All.) Calluno-Ulicetalia[5].
- Właściwości toksyczne: zatrucie alkaloidami zawartymi w zielu i nasionach może powodować obniżenie napięcia mięśnia sercowego i ciśnienia krwi.
- Liczba chromosomów 2n= 42[6]

## Zastosowanie
Roślina lecznicza
- Surowiec zielarski: ziele i nasiona janowca ciernistego Herba Gentistae germanicae, Semen Gentistae germanicae zawierają m.in. trujące alkaloidy: cytyzynę i sparteinę.
- Działanie: cytyzyna dawkowana leczniczo zmniejsza wrażliwość zwojów autonomicznych w sercu oraz pobudza ośrodek nerwu błędnego.